# Rho (Włochy)
Rho [rɔ] – miejscowość i gmina we Włoszech, w regionie Lombardia, w prowincji Mediolan.
Według danych na rok 2004 gminę zamieszkuje 51 181 osób, 2326,4 os./km².